# Lucas Loth
Lucas Loth (* 8. Februar 2001) ist ein deutscher Basketballspieler.

## Karriere
Loth spielte in der Jugend von Eintracht Frankfurt und wurde mit den Hessen im Frühjahr 2014 deutscher Meister in der Altersklasse U14. Anschließend wechselte er zum Spieljahr 2014/15 ans Basketballinternat der Urspringschule. Dort spielte er zunächst im Nachwuchsbereich und gab im März 2018 seinen Einstand für die Mannschaft der Spielgemeinschaft Ehingen/Urspring in der 2. Bundesliga ProA. Bis 2019 bestritt er zwei Zweitligaspiele für die Mannschaft.